# André Pretorius
André Stefan Pretorius (Johannesburg, 29 dicembre 1978) è un ex rugbista a 15 sudafricano, campione del mondo nel 2007 con gli Springbok.

## Biografia
Dal 1999 in Currie Cup nelle file dei Golden Lions, Pretorius esordì a livello professionistico nel 2002 in Super Rugby nei Cats, nome con cui era conosciuta l'attuale franchise dei Lions.
In quello stesso anno debuttò anche negli Springbok in un test match a Bloemfontein contro il Galles.
Nel 2007 prese parte, con cinque incontri, alla Coppa del Mondo in Francia, che il Sudafrica si aggiudicò; l'incontro internazionale più recente di Pretorius risale al novembre di quell'anno.
Nel 2009 si accordò per il trasferimento alla franchise australiana del Western Force; tuttavia, a causa di una lesione ai muscoli della coscia sinistra occorsagli durante un allenamento con il suo nuovo club, risultò indisponibile per tutta la stagione e di fatto non scese mai in campo per il Western Force a livello ufficiale.
Alla fine del 2010 è tornato in Sudafrica nei Lions e, nel maggio 2011, ha firmato un accordo che lo ha portato in Francia al Tolone dalla stagione 2011-12.

## Palmarès
- Coppe del mondo: 1
Sudafrica: 2007